# Thymalus brunnea
Thymalus brunnea là một loài bọ cánh cứng trong họ Trogossitidae. Loài này được Thunberg miêu tả khoa học năm 1794.